# Вернер Брауне
Карл Рудольф Вернер Брауне, (нім. Karl Rudolf Werner Braune; 11 квітня 1909, Мерштедт — 7 червня 1951, Ландсберг-ам-Лех) — оберштурмбаннфюрер СС. Командир Зондеркоманди 11b (Айнзацгруппа «D»). На Нюрнберзькому процесі був визнаний військовим злочинцем і засуджений до смертної кари через повішення.

## Біографія
Вернер Брауне народився 11 квітня 1909 року в місті Мерштедт в сім'ї співробітника торгової фірми. Після закінчення середньої школи вивчав юриспруденцію в університеті. У листопаді 1931 року був прийнятий до лав штурмових загонів. В липні 1932 році закінчив навчання і отримав ступінь юриста. У 1933 році йому присвоєно ступінь доктора юридичних наук. 
У листопаді 1934 року Брауне вступив до СС. У 1940 році працював на посаді начальника гестапо (Бремерхафен). У жовтні 1941 року був призначений командиром Зондеркоманди 11b, що входила до складу Айнзацгрупи «D». В квітні/травні 1941 року переведений на посаду начальника гестапо спершу в Галле, а після в Осло. 
В кінці війни був заарештований і постав перед судом американського військового трибуналу. Суд виніс вирок 10 квітня 1948 року та призначив Брауне смертну кару через повішення. Брауне подав прохання про помилування, але його було відхилено 31 січня 1951 року.

## Нагороди
- Почесний кут старих бійців
- Почесна шпага рейхсфюрера СС
- Кільце «Мертва голова»
- Офіцер ордена Зірки Румунії (15 січня 1943)[9]
- Хрест Воєнних заслуг 2-го класу з мечами[9]